# Agua Blanca, Puebla
Agua Blanca är en ort i Mexiko.   Den ligger i kommunen Tlacuilotepec och delstaten Puebla, i den sydöstra delen av landet, 160 km nordost om huvudstaden Mexico City. Agua Blanca ligger 839 meter över havet och antalet invånare är 216.
Terrängen runt Agua Blanca är kuperad. Runt Agua Blanca är det ganska tätbefolkat, med 160 invånare per kvadratkilometer. Närmaste större samhälle är Xicotepec de Juárez, 19,8 km söder om Agua Blanca. Omgivningarna runt Agua Blanca är en mosaik av jordbruksmark och naturlig växtlighet.